# Maître Bonnat
Maître Bonnat est un maître anonyme peintre espagnol actif dans la péninsule ibérique au XVe siècle. 
Il est désigné sous le vocable anglo-saxon The Bonnat Master par le grand spécialiste de la peinture espagnole primitive, Chandler Rathfon Post dans son monumental ouvrage A History of spanish painting. Dans le Volume VIII - Part II, The Aragonese school in the late middle age, après avoir évoqué Francisco Solibes, il nomme le Maître Bonnat comme le probable auteur de trois panneaux d'un retable donné, avec de nombreux autres tableaux et dessins, par le peintre académique Léon Bonnat au musée de Bayonne[incompréhensible].

## Œuvres
Listées en 1941 :
- Isaïe, David et Ezéchiel, Barcelone,  collection Cornella[1].
- Saint Martin, Bayonne, musée Bonnat-Helleu.
- Le Couronnement d'épines, New York, The Metropolitan Museum of Art.
- Crucifixion, New York, collection Paul Drey.
- Saint Antoine abbé tourmenté par des démons, Madrid, collection Taramon.

Listée en 1966 :
- Saint Christophe, Calatayud, Santa Maria.

## Sources et bibliographie
- (en) Chandler Rathfon Post, A History of spanish painting, v. VIII - Part II, The Aragonese school in the late middle age, Cambridge, Massachusetts, Harvard University Press, 1941, p. 428-437.
- (en) Chandler Rathfon Post, A History of spanish painting v. XIII, The Schools of Aragon and Navarre in the early renaissance, Cambridge, Massachusetts, Harvard University Press, 1966, Modèle:P.377`.